# Miguel Iglesias Bonns
Miguel Iglesias Bonns (* 6. Juni 1915 in Barcelona; † 8. März 2012 ebenda) war ein spanischer Filmregisseur.

## Leben
Iglesias begann seine Karriere mit Kurzfilmen und legte 1942 sein Spielfilmdebüt vor, Su excelencia el mayordomo. Bis 1988 drehte er knapp vierzig Filme aller möglichen Genres. Iglesias hatte die Fähigkeiten, sich dem Markt anzupassen und jeweils gefragte Filmgenres zu bedienen. So drehte er in den 1950er Jahren Melodramen, später Abenteuerfilme und konnte mit Fantasyfilmen und Thrillern, mit Horrorfilmen hin bis zu Erotikstreifen (meist als M. I. Bonns firmierend) die kommerziell gefragten Stoffe liefern. Kultstatus erlangte er durch den Paul-Naschy-Film La maldición de la bestia sowie seine drei Dschungelfilme Tarzán y el misterio de la jungla, La diosa salvaje und Kilma, reina de las amazonas aus den Jahren 1973 bis 1975.

## Filmografie (Auswahl)
- 1955: El Cerco – Verrucht und verdammt (El cerco)
- 1962: Das Schwert des Cid (La spada del Cid)
- 1967: Auge um Auge, Zahn um Zahn (Destino: Estambul 68)
- 1973: Fuzzy, halt die Ohren steif! (Tequila!) (Drehbuch)
- 1975: La maldición de la bestia
- 1980: Wild Woman (La isla de las vírgenes ardientes)
- 1988: Barcelona Connection (Barcelona Connection)